# Sérgio Sasaki
Sérgio Yoshio Sasaki Júnior (né le 31 mars 1992 à São Bernardo do Campo) est un gymnaste brésilien, spécialiste de gymnastique artistique.
Il vit à Rio de Janeiro où il s'entraîne au Clube de Regatas Flamengo. Il représente le Brésil en compétition internationale depuis 2009.
Lors de sa première participation olympique en 2012, il devient le premier Brésilien lors d'une finale olympique.